# 美國太空軍旗幟
美國太空軍旗幟（英語：Flag of the United States Space Force）是用來代表美國太空軍及其附屬單位和編隊的旗幟。它於2020年5月15日正式揭幕。

## 設計
太空軍的旗幟是黑底，官方旗幟鑲有鉑金。該標誌源自太空軍官印的中央和其他元素，包括三角翼、地球儀、橢圓軌道、北極星和星團。在帶有白色字母的中央圖像“UNITED STATES SPACE FORCE”和“ MMXIX”下，指示服務的名稱和出生年份。

## 歷史
該旗由美國太空作戰部長約翰·雷蒙德（John W. Raymond）將軍以及太空部隊高級應徵顧問羅傑·托伯曼（Roger A. Towberman）首席中士在2020年5月15日的橢圓形辦公室儀式上揭開了國旗。